# Bedford–Nostrand Avenues
Bedford–Nostrand Avenues – stacja metra nowojorskiego, na linii G. Znajduje się w dzielnicy Brooklyn, w Nowym Jorku i zlokalizowana jest pomiędzy stacjami Myrtle–Willoughby Avenues i Classon Avenue. Została otwarta 1 lipca 1937.